# Time Trax – Hajsza az időn át
A Time Trax - Hajsza az időn át (eredeti cím: Time Trax) 1993-ban bemutatott amerikai-ausztrál televíziós sorozat. A műsor alkotói Harve Bennett, Jeffrey M. Hayes és Grant Rosenberg, a történet pedig egy jövőbeli zsaruról szól, aki képes lelassítani az időt. A főszereplőt Dale Midkiff játssza, de mellette szerepel még Elizabeth Alexander, Peter Donat és Mia Sara.
A sorozatot az Amerikai Egyesült Államokban a Prime Time Entertainment Network adta le 1993. január 20. és 1994. december 3. között. Magyarországon az RTL Klub mutatta be 1998. október 22-én.

## Cselekmény
A történet 2193-ban indul, főszereplője pedig Darien Lambert rendőrkapitány. Lambert egyike azoknak, akik képesek belassítani az időt, ezt a képességét a bűnözők elfogására használja. Azonban több bűnöző is rejtélyesen eltűnik, hamarosan pedig kiderül, hogy mind a múltba kerültek. Darien visszautazik 1993-ba, hogy elkapja a bűnözőket és visszaküldje őket a saját korukba, ebben segít neki a szuperszámítógép Selma is.

## Szereplők
| Szereplő               | Színész             | Magyar hang   |
| ---------------------- | ------------------- | ------------- |
| Darien Lambert         | Dale Midkiff        | Forgács Péter |
| Selma                  | Elizabeth Alexander | Andresz Kati  |
| Dr. Mordecai Sahmb     | Peter Donat         | Bács Ferenc   |
| Annie Knox/Elyssa Knox | Mia Sara            |               |

## Epizódok

### Évados áttekintés
| Évad | Évad | Részek száma | Részek száma | Eredeti sugárzás | Eredeti sugárzás  | Eredeti adó | Magyar sugárzás    | Magyar sugárzás    | Magyar adó |
| Évad | Évad | Részek száma | Részek száma | Évadbemutató     | Évadzáró          | Eredeti adó | Évadbemutató       | Évadzáró           | Magyar adó |
| ---- | ---- | ------------ | ------------ | ---------------- | ----------------- | ----------- | ------------------ | ------------------ | ---------- |
|      | 1.   | 22           | 22           | 1993. január 20. | 1993. december 1. | PTEN        | 1998. október 22.  | 1998. november 20. | RTL Klub   |
|      | 2.   | 22           | 22           | 1994. január 29. | 1994. december 3. | PTEN        | 1998. november 23. | 1998. december 22. | RTL Klub   |

### Első évad (1993)
| Sor. | Év. | Cím                                                       | Rendező               | Író                             | Premier                               | Gyártási szám |
| ---- | --- | --------------------------------------------------------- | --------------------- | ------------------------------- | ------------------------------------- | ------------- |
| 1.   | 1.  | Egy idegen világban, 1. rész (A Stranger in Time, Part 1) | Lewis Teague          | Harve Bennett                   | 1993. január 20. 1998. október 22.    | 101           |
| 2.   | 2.  | Egy idegen világban, 2. rész (A Stranger in Time, Part 2) | Lewis Teague          | Harve Bennett                   | 1993. január 20. 1998. október 23.    | 102           |
| 3.   | 3.  | Nukleáris hulladék (To Kill a Billionaire)                | Colin Budds           | Harold Gast                     | 1993. február 3. 1998. október 26.    | 103           |
| 4.   | 4.  | Tűz és jég (Fire and Ice)                                 | Brian Trenchard-Smith | Garner Simmons                  | 1993. február 10. 1998. október 27.   | 104           |
| 5.   | 5.  | Leszámolás (Showdown)                                     | Colin Budds           | David Loughery                  | 1993. február 17. 1998. október 28.   | 105           |
| 6.   | 6.  | A csodagyerek (The Prodigy)                               | Donald Crombie        | Tracy Friedman                  | 1993. február 24. 1998. október 29.   | 106           |
| 7.   | 7.  | A halál nyaralni megy (Death Takes a Holiday)             | Rob Stewart           | Ronald M. Cohen                 | 1993. március 3. 1998. október 30.    | 107           |
| 8.   | 8.  | A bokszoló (The Contender)                                | Rob Stewart           | Grant Rosenberg                 | 1993. március 10. 1998. november 2.   | 108           |
| 9.   | 9.  | A vadember éjszakája (Night of the Savage)                | Colin Budds           | Mark Rodgers                    | 1993. március 17. 1998. november 3.   | 109           |
| 10.  | 10. | Elsüllyedt kincsek (Treasure of the Ages)                 | Donald Crombie        | Jeffrey M. Hayes                | 1993. március 31. 1998. november 4.   | 110           |
| 11.  | 11. | A becsület ára (The Price of Honor)                       | Colin Budds           | Mary Ann Kasica, Michael Scheff | 1993. április 7. 1998. november 5.    | 111           |
| 12.  | 12. | Az inkák kincse (Face of Death)                           | Rob Stewart           | Garner Simmons                  | 1993. április 14. 1998. november 6.   | 112           |
| 13.  | 13. | Bosszú (Revenge)                                          | Rob Stewart           | Ruel Fischmann                  | 1993. május 5. 1998. november 9.      | 113           |
| 14.  | 14. | Hosszú az út hazáig (Darien Comes Home)                   | Brian Trenchard-Smith | Grant Rosenberg                 | 1993. május 12. 1998. november 10.    | 114           |
| 15.  | 15. | Modern Lancelot (Two Beans in a Wheel)                    | Donald Crombie        | George Yanok                    | 1993. május 19. 1998. november 11.    | 115           |
| 16.  | 16. | Az eltűnt fiú (Little Boy Lost)                           | Donald Crombie        | Harve Bennett                   | 1993. május 26. 1998. november 12.    | 116           |
| 17.  | 17. | A titokzatos idegen (Mysterious Stranger)                 | Colin Budds           | George Yanok, Harve Bennett     | 1993. október 27. 1998. november 13.  | 117           |
| 18.  | 18. | A cselszövés (Framed)                                     | Chris Thomson         | Bill Froehlich                  | 1993. november 3. 1998. november 16.  | 118           |
| 19.  | 19. | A szépséges csalogány (Beautiful Songbird)                | Colin Budds           | Tracy Friedman                  | 1993. november 10. 1998. november 17. | 119           |
| 20.  | 20. | A lovakat lelövik, ugye? (Photo Finish)                   | Chris Thomson         | Garner Simmons                  | 1993. november 17. 1998. november 18. | 120           |
| 21.  | 21. | Gyilkosságból felmentve (Darrow for the Defense)          | Colin Budds           | Ruel Fischmann                  | 1993. november 26. 1998. november 19. | 121           |
| 22.  | 22. | A párbaj (One on One)                                     | Colin Budds           | Harold Gast                     | 1993. december 1. 1998. november 20.  | 122           |

### Második évad (1994)
| Sor. | Év. | Cím                                              | Rendező          | Író                            | Premier                               | Gyártási szám |
| ---- | --- | ------------------------------------------------ | ---------------- | ------------------------------ | ------------------------------------- | ------------- |
| 23.  | 1.  | A Yakuza visszatér (Return of the Yakuza)        | Rob Stewart      | Ruel Fischmann                 | 1994. január 29. 1998. november 23.   | 201           |
| 24.  | 2.  | Elveszve (Missing)                               | Rob Stewart      | Garner Simmons                 | 1994. február 5. 1998. november 24.   | 202           |
| 25.  | 3.  | A bűnös város (To Live and Die in Docker Flats)  | Chris Thomson    | Michael Ahnemann               | 1994. február 12. 1998. november 25.  | 203           |
| 26.  | 4.  | Harmadik típusú találkozások (A Close Encounter) | Colin Budds      | Jonathan Glassner              | 1994. február 19. 1998. november 26.  | 204           |
| 27.  | 5.  | A repülő öv (The Gravity of It All)              | Colin Budds      | Bill Dial                      | 1994. február 26. 1998. november 27.  | 205           |
| 28.  | 6.  | Rémálom / Rémálmok (Happy Valley)                | Chris Thomson    | Tracy Friedman                 | 1994. március 5. 1998. november 30.   | 206           |
| 29.  | 7.  | Halálos fegyver (Lethal Weapons)                 | Chris Thomson    | Grant Rosenberg                | 1994. március 12. 1998. december 1.   | 207           |
| 30.  | 8.  | Halálos gyógymód (The Cure)                      | Ian Barry        | Harold Gast                    | 1994. március 19. 1998. december 2.   | 208           |
| 31.  | 9.  | Álompáros (Perfect Pair)                         | Rob Stewart      | Robert McCullough              | 1994. április 23. 1998. december 3.   | 209           |
| 32.  | 10. | Kapj el, ha tudsz (Catch Me If You Can)          | Rob Stewart      | Babs Greyhosky                 | 1994. április 30. 1998. december 4.   | 210           |
| 33.  | 11. | Sztárcsapat (Dream Team)                         | Harve Bennett    | Harve Bennett                  | 1994. május 7. 1998. december 7.      | 211           |
| 34.  | 12. | Majdnem Ember (Almost Human)                     | Colin Budds      | David Loughery, Laurie Stevens | 1994. május 14. 1998. december 8.     | 212           |
| 35.  | 13. | Mama (Mother)                                    | Colin Budds      | Ruel Fischmann                 | 1994. május 21. 1998. december 9.     | 213           |
| 36.  | 14. | Bevetésben eltűnt (The Last M.I.A.)              | Ian Barry        | Michael Ahnemann               | 1994. május 28. 1998. december 10.    | 214           |
| 37.  | 15. | A Kétarcú Lány (Split Image)                     | Colin Budds      | Grant Rosenberg                | 1994. október 15. 1998. december 11.  | 215           |
| 38.  | 16. | Rabszolgasors (Cool Hand Darien)                 | Jeffrey M. Hayes | Jeffrey M. Hayes               | 1994. október 22. 1998. december 14.  | 216           |
| 39.  | 17. | Főnyeremény (The Lottery)                        | Mark Defriest    | Garner Simmons                 | 1994. október 29. 1998. december 15.  | 217           |
| 40.  | 18. | Bosszú a jövőért (Out for Blood)                 | Colin Budds      | David H. Balkan                | 1994. november 5. 1998. december 16.  | 218           |
| 41.  | 19. | Vörös koala (The Scarlet Koala)                  | Rob Stewart      | Tracy Friedman                 | 1994. november 12. 1998. december 17. | 219           |
| 42.  | 20. | Látóideg (Optic Nerve)                           | Donald Crombie   | David Loughery, Laurie Stevens | 1994. november 19. 1998. december 18. | 220           |
| 43.  | 21. | Kényszerleszállás (The Crash)                    | Donald Crombie   | Ruel Fischmann                 | 1994. november 26. 1998. december 21. | 221           |
| 44.  | 22. | Memóriazavar (Forgotten Tomorrows)               | Rob Stewart      | James L. Novack                | 1994. december 3. 1998. december 22.  | 222           |